# Povoação
Povoação este un oraș în Portugalia în sudtul insulei São Miguel din estul Azore. Are o populație de 11 150 (date din 2001).
- Populație: 6 726(2001)
- Area: 110.30 km²/11 030 ha
- Densitate: 60.98/km²
- Cod poștal: 9???

| Nom                       | Populație | Area               | Densitate | Elevație | Locație                                |
| ------------------------- | --------- | ------------------ | --------- | -------- | -------------------------------------- |
| Água Retorta              | 497       | 14,97 km²/1 497 ha | 33,2/km²  | 240 m    | 37,7667 (37°46') N 25,1667 (25°10') W  |
| Faial da Terra            | 377       | 12,69 km²/1 269 ha | 29,7/km²  | 0 m      | 37,733 (37°44') N 25,2 (25°12') W      |
| Furnas                    | 1 541     | 33,88 km²/3 388 ha | 45,5/km²  | 303 m    | 37,7667 (37°'46) N 25,31667 (25°19') W |
| Nossa Senhra dos Remédios | 1 072     | 12,66 km²/1 266 ha | 84,7/km²  | 70 m     | 37 W 25 E                              |
| Povoação                  | 2 441     | 26,22 km²/2 622 ha | 93,1/km²  | 60 m     | 37,75 (37°45') N 25,25 (25°15') W      |
| Ribeira Quente            | 798       | 9,88 km²/988 ha    | 80,8/km²  | 0 m      | 37,7733 (27°44') N 25,3 (25°18') W     |

Vezi și: Listă de orașe din Portugalia
| Nordvest: Ribeira Grande   | Nord: Nordeste |      |
| Vest: Vila Franca do Campo | Povoação       | Est: |
|                            | Sud:           |      |

## WWW
- http://www.cidadevirtual.pt/POVOACAO Arhivat în 12 martie 2005, la Wayback Machine. - (PT)
- http://www.azoren-online.com/saomiguel/tipps/sehenswuerdigkeiten/povoacao/index.shtml (DE)

1. ↑  , Instituto Nacional de Estatística[*] https://www.ine.pt/xportal/xmain?xpid=INE&xpgid=ine_indicadores&indOcorrCod=0008350&selTab=tab0, accesat în 19 septembrie 2018 Lipsește sau este vid: |title= (ajutor)